# Serrana rodona
La castanyola, jonça o serrana rodona (Cyperus rotundus) és una espècie de planta dins la família ciperàcia. És nativa d'Àfrica, Europa central i del sud i sud-est d'Àsia.

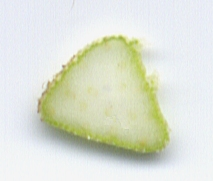
Secció transversal de la tija

## Descripció
És una herba cespitosa glabra perenne que pot fer fins a 40 cm d'alt, les fulles fan de 10 a 30 x 0,2-0,6 cm ;Floreix de maig a desembre formant una umbel·la de 3-10 radis desiguals i els seus rizomes, que fan de 0,7–2 mm de diàmetre, tenen tubercles que com els de la seva parenta la xufla són comestibles.

## Hàbitat
Viu a tots els Països Catalans en horts, vinyes i ermots, des del nivell del mar fins als 800 m d'altitud.

## Com a planta invasora

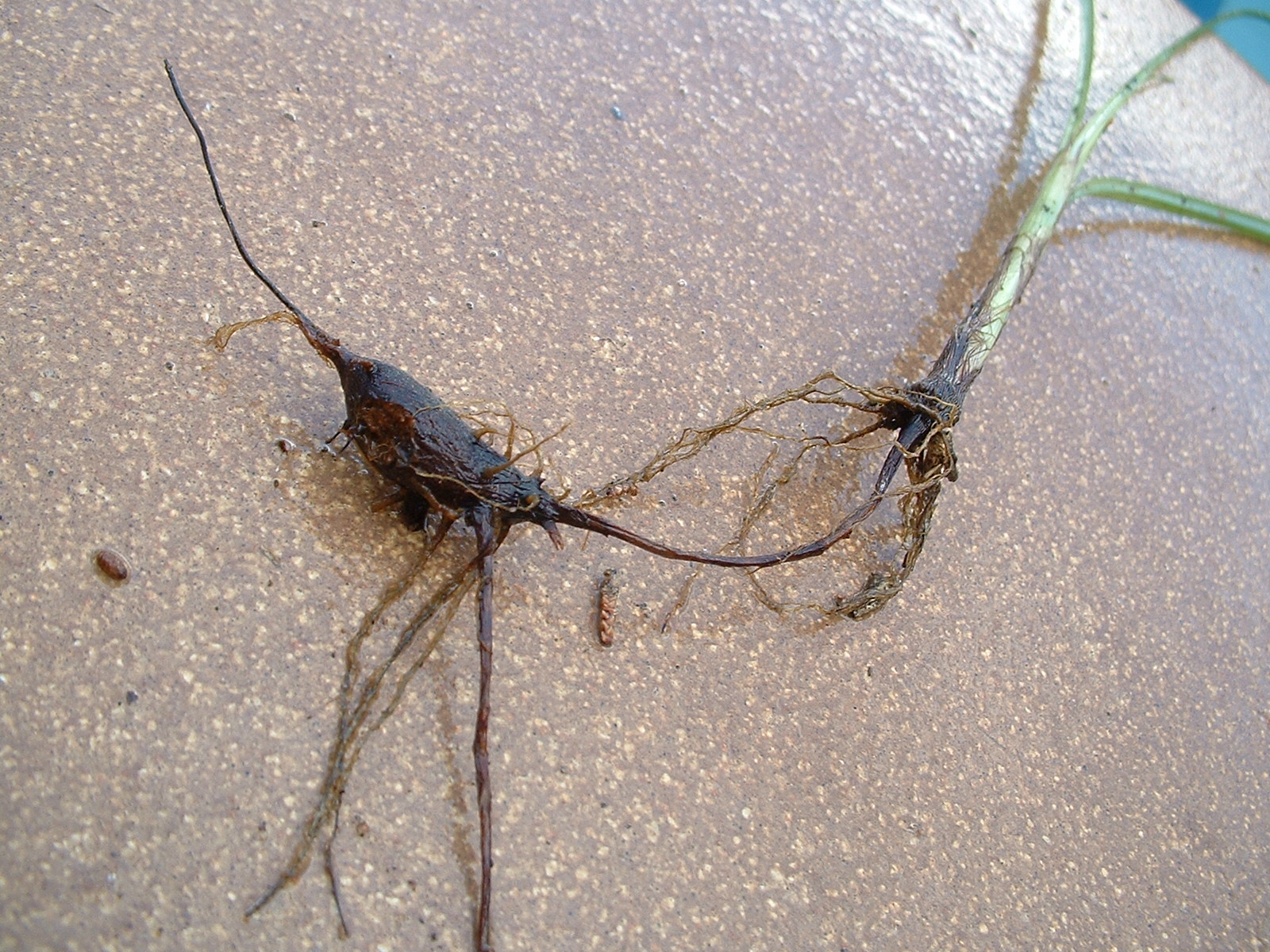
Tubercle

Cyperus rotundus és una de les plantes invasores més difícils d'erradicar i es considera entre les pitjors males herbes a nivell mundial. Presenta el fenomen de l'al·lelopatia amb els conreus als quals danya.
El control és difícil per la propagació amb els seus tubercles i la seva resistència als herbicides, a més és de les poques males herbes que no es destrueixen amb la cobertora de plàstic o solarització.

## Usos
- En medicina popular, en la medicina tradicional xinesa (txi), en Ayurveda contra la febre, problemes digestius etc
- Els àrabs del Pròxim Orient torren els seus tubercles per al tractament de ferides i de malalties com l'àntrax.
- En medicina moderna es fan servir per al tractament de la nàusea, la febre i la inflamació entre d'altres.
- Com aliment, malgrat que els tubercles tinguin un gust amargant, tenen valor nutritiu. Es menja a l'Àfrica en temps de fam. Pels ocells migradors són una important font de minerals.